# 373
Правління Валентиніана I у Західній Римській імперії й Валента в Східній Римській імперії. У Китаї правління династії Цзінь. В Індії правління імперії Гуптів. У Японії триває період Ямато. У Персії править династія Сассанідів.
На території лісостепової України Черняхівська культура. У Північному Причорномор'ї готи й сармати. Історики VI століття згадують плем'я антів, що мешкало на території сучасної України приблизно з IV сторіччя. З'явилися гуни, підкорили остготів та аланів й приєднали їх до себе.

## Події
- Прихильник аріанства імператор Валент проводить гоніння християн у Східній частині Римської імперії.
- Валент веде військові дії проти персів у Месопотамії.
- Квінт Аврелій Сіммах стає проконсулом у Африці.
- На річці Танаїс (Сіверський Донець та Нижній Дон) гуни розбили аланів.

## Померли
- Афанасій Великий
- Святий Нерсес